# Mycetaspis bezerrai
Mycetaspis bezerrai är en insektsart som beskrevs av Manuel Arruda Câmara 1972. Mycetaspis bezerrai ingår i släktet Mycetaspis och familjen pansarsköldlöss. Inga underarter finns listade i Catalogue of Life.